# Farol do Rio Doce
O Farol do Rio Doce, também conhecido como Farol de Regência, é um farol que está localizado no município brasileiro de Linhares, no estado do Espírito Santo. Encontra-se na foz do rio Doce no oceano Atlântico, no povoado de Regência Augusta. Foi erguido pela Marinha do Brasil em 1927 e reconstruído em 1998.
O farol em uso pela Capitania dos Portos do Espírito Santo (CPES) foi construído com a intenção de substituir o antigo, que por sua vez foi inaugurado em 1895. Depois de ter sido desativado, a título de preservação a cúpula do farol antigo foi transferida posteriormente para o Museu Histórico de Regência. Em 1998, foi tombada como patrimônio cultural pelo governo do Espírito Santo.

## História

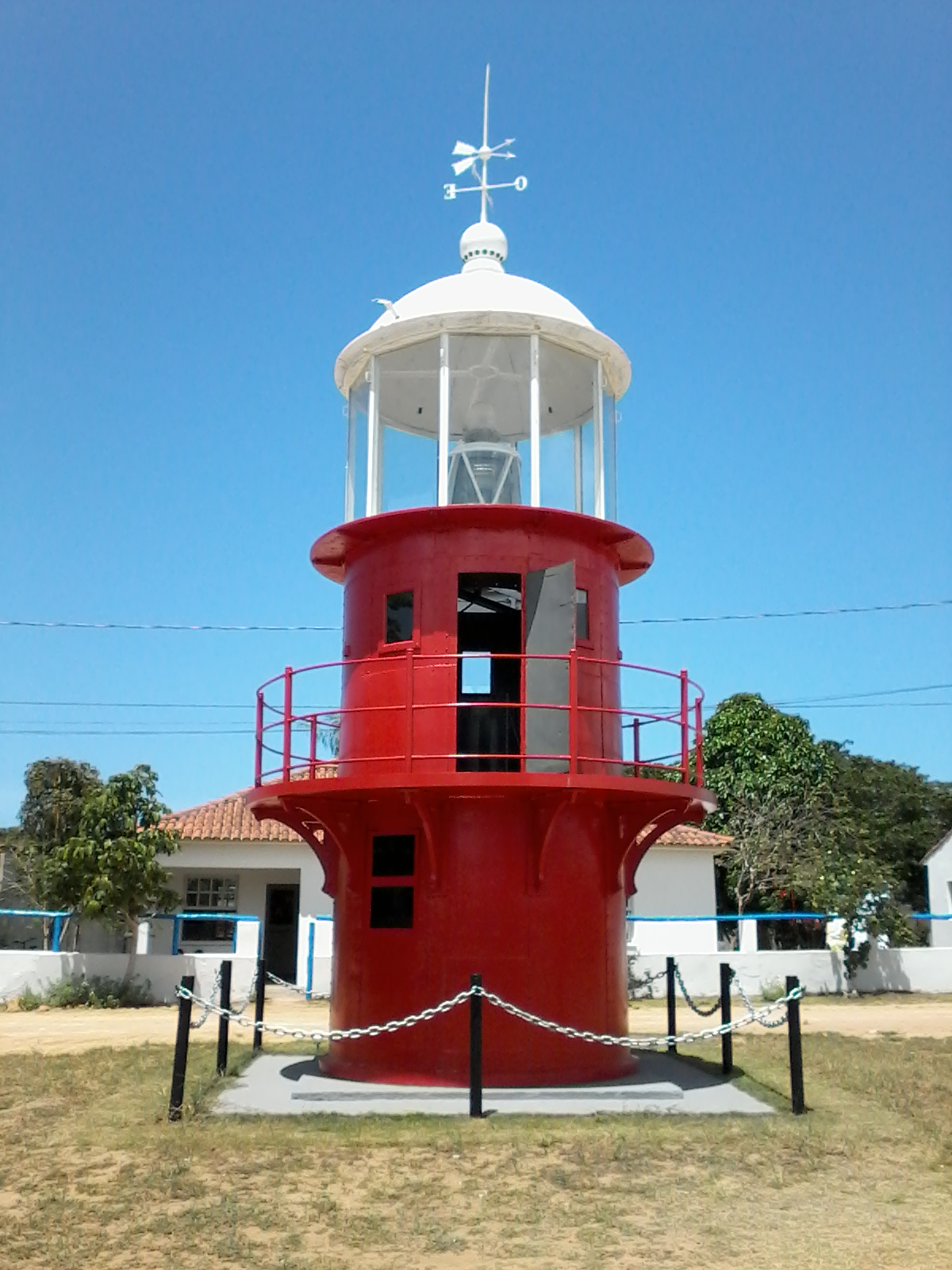
O antigo Farol do Rio Doce em Regência Augusta

O farol original, inaugurado em 15 de novembro de 1895, era um torreão de ferro fundido octogonal de 30 m de altura e cujo alcance chegava a 17 milhas náuticas. Sua função era auxiliar na navegação costeira devido aos bancos de areia na foz do rio Doce. Em 1907, por ter sido instalado em um local impróprio, o farol foi transferido para um ponto mais ao sul. Foi demolido em 1997, mas a cúpula foi preservada e está exposta no Museu Histórico de Regência.
O farol atual, operante desde 1998, é uma torre quadrangular de concreto com cerca de 45 m de altura, pintada de branco com uma larga faixa horizontal vermelha no centro. Possui um alcance de 18 milhas náuticas.
A partir de uma iniciativa da Associação de Moradores de Regência, que temia sua destruição, a cúpula do antigo farol foi tombada como patrimônio cultural pelo governo do Espírito Santo em 1998. Instalada no Museu Histórico de Regência, foi restaurada e reinaugurada em 5 de junho de 2014.